# Soy Pecadora (álbum)
Soy Pecadora es el segundo álbum de estudio solista de la cantautora uruguaya Ana Prada. Publicado el 3 de diciembre de 2009 bajo el sello de Los Años Luz Discos y vendido en CD en Uruguay y Argentina, distribuido por Montevideo Music Group y RGS Music respectivamente. El álbum se destacó por un sonido más "popero" que folclórico como su anterior producto, además de tener un repertorio con más canciones escritas por ella misma. Fue producido por el músico argentino Matías Cella.

## Historia y producción
Después del "éxito" de su primer álbum (Soy Sola), Prada decidió ir a más, consiguiendo un contrato discográfico. La cantante reveló ser lesbiana, tópico tratado en la "title-track" del disco. El evento de salida del álbum (que la cantante comparó con una kermesse) contó con muchos sanduceros que se trasladaron desde el norte del país a la capital para ver a la cantautora, el disco venía con controversia debido al tema de la canción principal que chocaba con el tradicionalismo profundamente católico del interior uruguayo, pero en el evento, a pesar de todo, destacó "el apoyo de su familia".

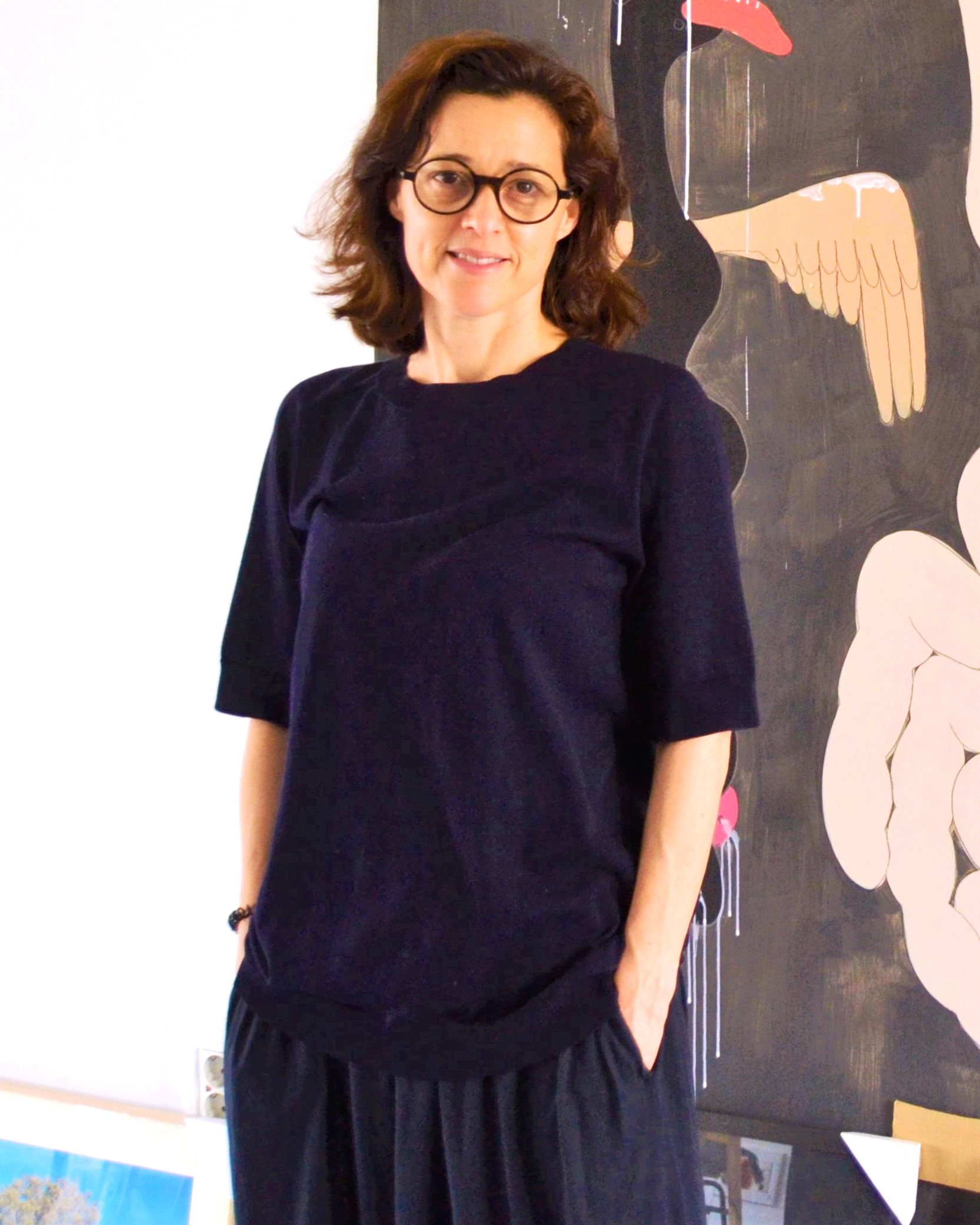
Banet, creadora del arte del disco.

Este proyecto muestra cambios drásticos con el anterior, así se ve explicado por la cantante: 

«Soy pecadora me encuentra parada en otro lugar. Aquel trabajo fue investigar dentro de mí, mientras que este nuevo material tiene que ver con una etapa en la que soy más consciente de que estar en un escenario es lo que quiero hacer el resto de mi vida. Asumir ese camino, como cualquier otro camino, es un proceso de vida. Y a mí me costó bastante. Ahora puedo decir “esto soy yo, esto es lo que pasa”, y si me sale una canción como “Tu vestido”, que es una letra de amor de una mujer a otra, no me importa. En otro momento le hubiera cambiado el género, o no lo hubiera cantado.»
Ana Prada para Página 12, 12 de febrero de 2010.

Por lo que rápidamente se da a entender que es una producción mucho más personal, el álbum anterior recopiló la soledad de la artista una vez ya exiliada en la capital y las ganas de recuperar los recuerdos positivos de su tierra natal. En este, se recuerda la parte negativa, la imposibilidad de vivir sin que se fuese "ventilando su vida" como dice, y como ella se reprimió por tener una distinta sexualidad a la que predominaba. Se puede ver reflejado esto en «Soy Pecadora», «Salud Por Mí» y otras composiciones. No se abstiene tampoco de seguir agarrando las luces de su vida allá como en las canciones «Mientras Tanto» y «Camalotes Sueltos».
El librito del CD así como la propia portada, presenta ilustraciones en forma de cómic de Rosalía Banet, artista plástica española que para esta producción ilustra a una joven (representando a la cantante) entrando a un túnel del amor y otras atracciones, mientras la chica avanza, va perdiendo partes de su cuerpo hasta quedar llorando sin extremidades, convirtiéndose luego en un ángel o una mariposa. Prada calificó a los dibujos como "naíf a simple vista", pero los comparó con como fue juzgada por sus conocidos al revelar sus preferencias amorosas.
En este álbum destaca el debut de Queyi en su discografía, que sirvió de letrista para este y futuros proyectos, además de prestar su voz en algunas ocasiones.
El disco fue grabado en el interior de la Provincia de San Luis.

## Repertorio

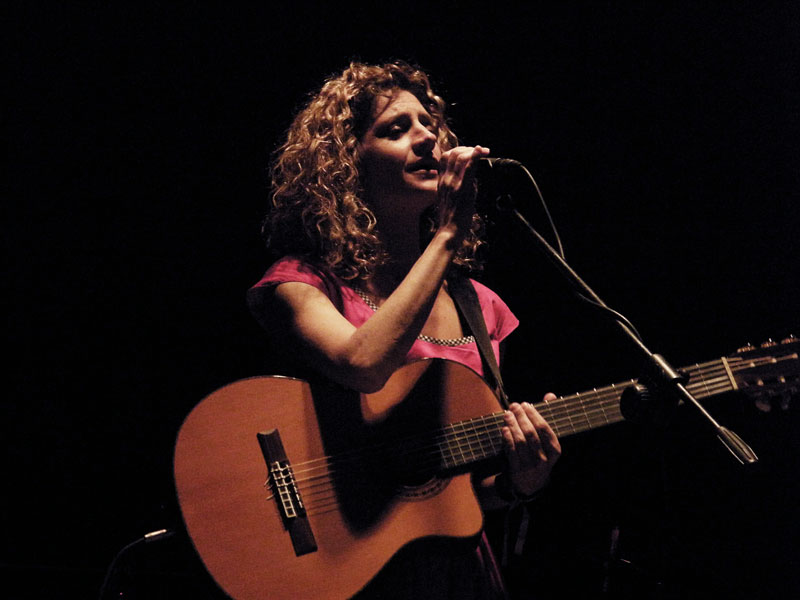
Prada en un concierto en Santa Fe en 2012, como parte de una gira.

| N°    | Track (s)=sencillo del álbum (sv)=sencillo en vivo | Rep. Spotify |
| ----- | -------------------------------------------------- | ------------ |
| 1     | Soy pecadora (s)                                   | 1866949      |
| 2     | Me quiere sonar                                    | 635424       |
| 3     | Mientras tanto                                     | 803330       |
| 4     | Adiós (s)                                          | 606378       |
| 5     | Hojas de tilo                                      | 817272       |
| 6     | Camalotes sueltos                                  | 450126       |
| 7     | Tres llaves                                        | 205667       |
| 8     | Tu vestido (sv)                                    | 3514385      |
| 9     | Violeta                                            | 229189       |
| 10    | Como hace el tero                                  | 201826       |
| 11    | Juveniles bríos                                    | 197965       |
| 12    | Salud por mí                                       | 169359       |
| 13    | Da buena suerte (sv)                               | 222835       |
| Bonus |                                                    |              |
| 14    | Mandolín                                           | 4129392      |
| 15    | Sal y agua                                         | 349568       |

## Consecuencias a la publicación del álbum
El disco se hizo escuchar rápidamente, sus canciones eran pasadas por emisoras de radio locales de Uruguay, Argentina, Brasil y España (donde se la descubrió por Radio 3), lo que despertó su asombro. Esto le despertó «ganas de seguir laburando» y colocó fechas para una gira por primera vez para ella internacional en sitios como La Pampa, Rosario, La Plata, Paraná, la Patagonia, Porto Alegre y más. Aún así, su objetivo principal era realizar una gira prominente por el interior uruguayo.
El 4 de junio de 2010 se publicó el primer videoclip de su carrera, siendo de la canción «Soy Pecadora», guionado por Julián Chalde y producido por Películas De Mameluco. En este video se ve a Prada escapando de unas monjas bailarinas armadas con su novia. Fue publicado por varios canales en YouTube pero obtuvo más popularidad por el del director. La cantante lo subió al suyo recién en 2016.
Ese mismo año se presentó en el teatro ND Ateneo y en La Trastienda Club de Buenos Aires, en el Movie Center de Montevideo, finalizando aquel año de apogeo en el Teatro de Verano convocada por la ONU para el festejo internacional de los Derechos Humanos.
Llegado el 2011, recibió tres nominaciones a los Premios Graffiti, siendo a "Mejor videoclip", "Mejor álbum de folclore" y "Tema del año", lastimosamente para ella no ganó ningún premio con estos títulos.
Cantó tras eso para la Asociación General de Autores del Uruguay en un concierto que se volvió álbum y lanzó dos sencillos.
En 2012, se publicó desde una productora brasileña el video de «Adiós», con una grabación más minimalista.
Años después, en una marcha de las Mujeres de Negro, se puso en un parlante la canción «Tu Vestido», lo que convocó un baile entre los protestantes.
El álbum llegó a registrar un total de 2000 copias físicas vendidas hace una década, lo que se puede catalogar como un disco relativamente exitoso a nivel nacional.